# AS Douanes (Dakar)
La Association Sportive Douanes es un club de fútbol de la ciudad de Dakar en Senegal, fue fundado en 1980 y disputa la Liga senegalesa de fútbol.

## Palmarés
- Liga senegalesa de fútbol: 6

1993, 1997, 2006, 2007, 2008, 2015
- Copa senegalesa de fútbol: 6

1986, 1997, 2002, 2003, 2004, 2005
- Copa de la Liga de Senegal: 2

2009, 2015
- Copa de la Asamblea Nacional de Senegal: 0
  - Finalista: 1

2006

## Participación en competiciones de la CAF
| Temporada | Torneo                       | Ronda      | Club               | Casa  | Visita | Global  |
| --------- | ---------------------------- | ---------- | ------------------ | ----- | ------ | ------- |
| 1987      | Recopa Africana              | 1          | ASEC Mimosas       | 2-0   | 1-4    | 3-4     |
| 1996      | Recopa Africana              | 1          | Great Olympics     | w.o.1 | w.o.1  | w.o.1   |
| 1996      | Recopa Africana              | 2          | CR Belouizdad      | 0-0   | 0-2    | 0-2     |
| 1998      | Liga de Campeones de la CAF  | Preliminar | Wallidan FC        | 2-0   | 0-0    | 2-0     |
| 1998      | Liga de Campeones de la CAF  | 1          | CS Constantine     | 2-1   | 0-0    | 2-1     |
| 1998      | Liga de Campeones de la CAF  | 2          | Raja Casablanca    | 1-0   | 0-2    | 1-2     |
| 2003      | Recopa Africana              | 1          | COB                | 0-2   | 0-1    | 0-3     |
| 2004      | Copa Confederación de la CAF | 1          | Interclube         | 2-1   | 2-1    | 4-2     |
| 2004      | Copa Confederación de la CAF | 2          | PWD Bamenda        | 3-0   | 2-2    | 5-2     |
| 2004      | Copa Confederación de la CAF | 3          | Hearts of Oak      | 0-0   | 0-1    | 0-1     |
| 2005      | Liga de Campeones de la CAF  | Preliminar | Djoliba AC         | 1-0   | 1-1    | 2-1     |
| 2005      | Liga de Campeones de la CAF  | 1          | ES Sahel           | 0-0   | 1-3    | 1-3     |
| 2006      | Copa Confederación de la CAF | 1          | ASO Chlef          | 1-0   | 0-0    | 1-0     |
| 2006      | Copa Confederación de la CAF | 2          | MA Hussein Dey     | 1-1   | 0-2    | 1-3     |
| 2007      | Liga de Campeones de la CAF  | Preliminar | Stade Malien       | 2-0   | 2-1    | 4-12    |
| 2008      | Liga de Campeones de la CAF  | Preliminar | Commune FC         | 0-0   | 3-2    | 3-2     |
| 2008      | Liga de Campeones de la CAF  | 1          | ES Sahel           | 3-0   | 0-5    | 3-5     |
| 2009      | Liga de Campeones de la CAF  | Preliminar | Ports Authority FC | 3-1   | 1-0    | 4-1     |
| 2009      | Liga de Campeones de la CAF  | 1          | Kano Pillars       | 1-1   | 0-0    | 1-1 (a) |
| 2016      | Liga de Campeones de la CAF  | Preliminar | Horoya AC          | 0-0   | 0-4    | 0-4     |

1- Great Olympics abandonó el torneo.

2- Douanes fue expulsado del torneo por alinear a un jugador no inscrito para el torneo.

## Jugadores

### Jugadores destacados
| - Vincent Mendez - Vito Badiane - Moussa Camara - Papiss Cissé - Mohamed Coly - Alassane Dione - Ousmane Diop - Mor Diouf - Ibrahima Faye - Aly Male | - Sergine Ibrahima Moreau - Deme N'Diaye - El Hadji Madior N'Diaye - Nicolas N'Dione - Babacar N'Diour - Moustapha Bayal Sall - Ousmane Sarr - Chukwuma Uneke Alexander - Mamadou Sylla - Mame Ibra Touré |